# Gabriele Ganeto
Gabriele Ganeto (Torino, 23 luglio 1987) è un ex cestista italiano.

## Carriera
Gioca nel ruolo di guardia, anche se talvolta può portare la palla oltre la metà campo, in sostituzione del playmaker. Cresce nelle giovanili del Venaria, ma viene "adottato" dalla Pallacanestro Biella e fatto trasferire in città: esordisce in Serie A il 9 novembre 2003 contro il Basket Napoli. Dal 25/01/2007 ha militato in A2 nella Junior Casale Monferrato. Per la stagione 2007-08 ha firmato un accordo con la neonata Pallacanestro Lago Maggiore di serie B1.
Nel 2008 firma per l'Orlandina Basket. Successivamente, dopo l'esclusione della squadra dalla serie A, ha militato, da dicembre 2008, in serie A Dilettanti, nella Pallacanestro Vigevano, sponsorizzata Miro Radici Finance, contribuendo in maniera decisiva alla vittoria dello Scudetto Dilettanti ed alla conseguente promozione in Lega Due della squadra ducale.
Nella stagione seguente, la squadra vigevanese si erge a rivelazione del campionato terminando la stagione regolare al sesto posto venendo eliminata, nei quarti di finale dei play off per la promozione in Serie A, soltanto dopo cinque partite.
Ganeto è protagonista con la maglia gialloblu di una stagione positiva a livello personale terminata con 11,4 punti e 4,4 rimbalzi di media in regular season e 11,6 punti e 5,4 rimbalzi di media nei play off.
Nell'estate 2010 firma un contratto pluriennale con l'Armani Jeans Milano, per la quale gioca solo una stagione prima della rescissione consensuale del contratto  disputando 17 partite con 31 punti in 81 minuti totali.
Nella stagione seguente si aggrega alla Cimberio Varese. Nel luglio 2012 Ganeto firma un contratto con la Tezenis Verona in LegaDue. A gennaio 2014 passa alla Sigma Basket Barcellona, squadra siciliana militante in Legadue.
Il 14 luglio 2014 firma un contratto con l'Azzurro Basket Napoli disputando 22 partite ad una media di 10 punti 6.5 rimbalzi e 1.5 assist. Nell'estate del 2015 si trasferisce in Sicilia nella Pallacanestro Trapani. Dopo tre anni si trasferisce a Tortona, per cambiare a metà campionato trasferendosi a Ferrara.